# 徐根初
徐根初（1943年—），上海人，中国人民解放军将领、中国人民解放军中将。 
毕业于中央党校经济管理专业，是中共党员。2000年，授予中国人民解放军中将，曾任军事科学院副院长。2008年，担任全国人大外事委员会委员。